# Wilhelm Volckmar
Wilhelm Valentin Volckmar, född 26 december 1812 i Bad Hersfeld, Tyskland, död 27 augusti 1887, var en tysk orgelspelare och kompositör, bror till Gustav Volkmar.

## Biografi
Wilhelm Volckmar föddes 1812 i Bad Hersfeld, Tyskland. Han var son till kompositören och organisten Adam Valentin Volckmar. Volckmar arbetade som musiklärare i vid seminariet i Homberg. Han gjorde sig på talrika konsertresor känd som virtuos på sitt instrument orgeln och komponerade en rad orgelsonater, konserter och en Schule der Geläufigkeit für die Orgel med mera; även violinstycken, körverk och sånger. Volckmar avled 1887.